# Nouvelle école de Francfort

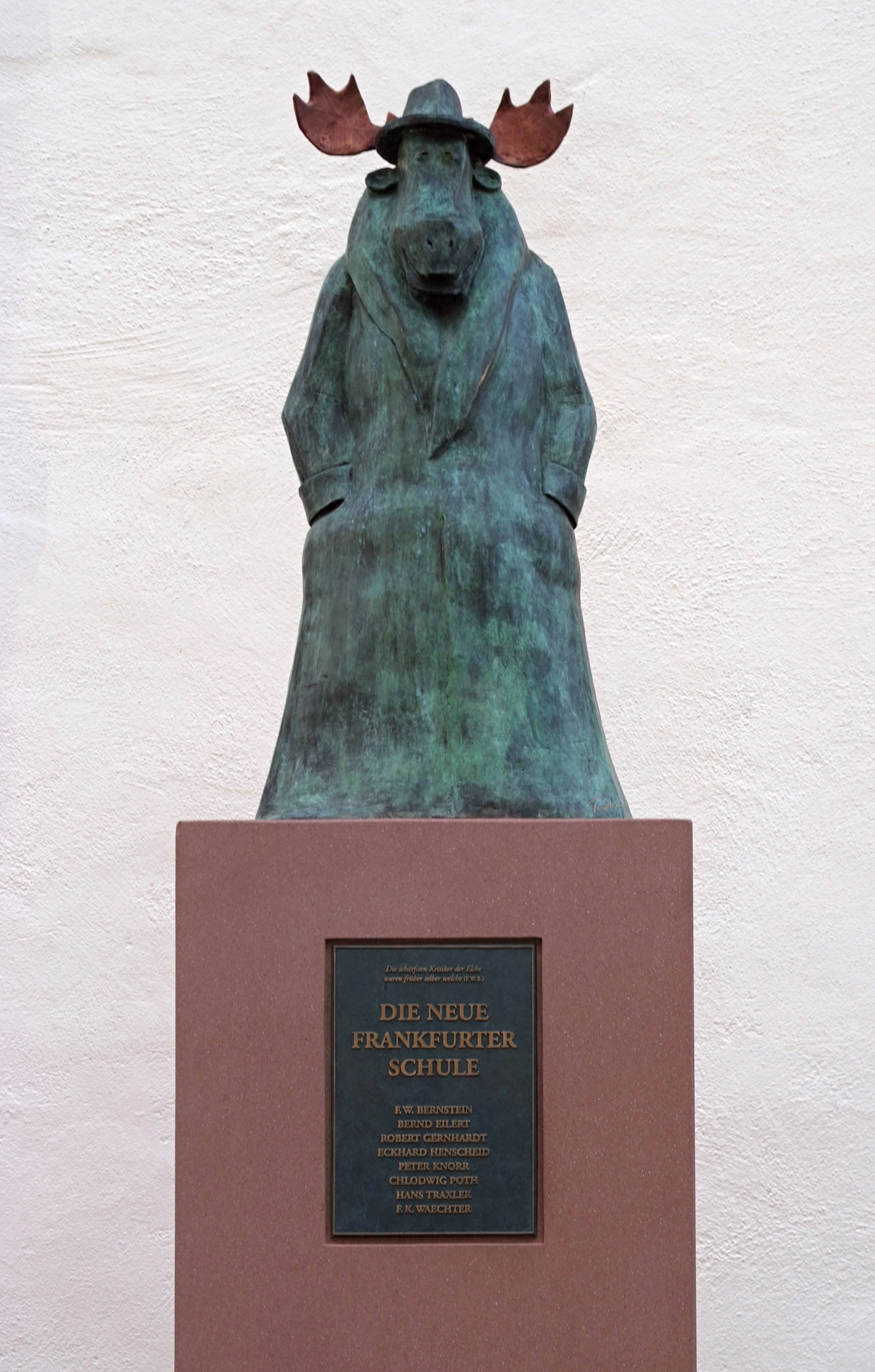
L'Élan critique, symbole de la Nouvelle école de Francfort

La Nouvelle école de Francfort (Neue Frankfurter Schule en allemand, en abrégé NFS) est un groupe d'écrivains et de dessinateurs allemands. En conflit avec Hans A. Nikel (de), le rédacteur en chef du magazine satirique pardon, ils créent Titanic en 1979.
Les membres fondateurs de la NFS sont :
- F. W. Bernstein
- Bernd Eilert
- Robert Gernhardt
- Eckhard Henscheid
- Peter Knorr
- Chlodwig Poth
- Hans Traxler
- F. K. Waechter

Un certain nombre d'auteurs et de dessinateurs proches de Titanic peuvent constituer une "seconde génération" comme Max Goldt, Gerhard Henschel, Simon Borowiak, Thomas Gsella, Ernst Kahl, le duo Rattelschneck ou Michael Rudolf.
Le nom de Nouvelle école de Francfort fait référence à l'École de Francfort (Max Horkheimer, Theodor W. Adorno…) qui établirent une théorie critique dans les années 1930.
Une autre raison est la ville de Francfort-sur-le-Main où vivent la plupart des membres et se trouve la rédaction de Titanic.
Selon Oliver Maria Schmitt, la NFS se veut une autre école de critique culturelle, Martin Rutschky parle d'une "conscience satirique" depuis l'ancienne école et Eckhard Henscheid écrit que les fondements sont tout à fait ceux de la première école.
Le nom de "Nouvelle école de Francfort" a été choisi pour une exposition de Gernhardt, Traxler et Waechter en 1981.